# Adolf Müller (Politiker, 1840)
Adolf Müller (* 25. November 1840 in Sumiswald; † 6. September 1913 ebenda; heimatberechtigt ebenda) war ein Schweizer Politiker (Freisinnig).

## Leben
Müller machte die Schulen in Sumiswald und das Gymnasium in Bern. Von 1863 bis 1868 absolvierte ein Studium der Medizin an der Universität Bern. Danach war er bis zu seinem Tod als Arzt in Sumiswald und im Amt Trachselwald tätig.
Von 1874 bis 1877 war er Berner Grossrat und von 1878 bis 1892 Präsident der Einwohnergemeinde Sumiswald. Bei den Ersatzwahlen für Karl Karrer im Wahlkreis Bern-Emmental am 30. Mai 1886 wurde er in den Nationalrat gewählt. In den Jahren 1887, 1890, 1893, 1896, 1899, 1902, 1905 und 1908 wurde er wiedergewählt. Nach 15 Jahren Amtszeit trat er bei den Wahlen 1911 nicht mehr an.
Müller präsidierte das Komitee für die Ramsei-Sumiswald-Huttwil-Bahn, setzte sich 1897 anlässlich der Beratung des ersten Kranken- und Unfallversicherungsgesetzes erfolgreich für die freie Arztwahl ein.